# یواس‌اس پالیزانا (ای‌اف-۳۹)
یواس‌اس پالیزانا (ای‌اف-۳۹) (به انگلیسی: USS Palisana (AF-39)) یک کشتی بود که طول آن ۳۳۸ فوت (۱۰۳ متر) بود. این کشتی در سال ۱۹۴۴ ساخته شد.